# 마하이카버비스주

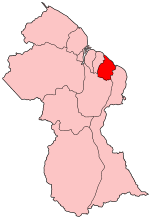
마하이카버비스주의 위치

마하이카버비스주(영어: Mahaica-Berbice)는 가이아나 북동부에 있는 주로 주도는 포트웰링턴이며 면적은 4,190km2, 인구는 49,723명(2012년 기준), 인구 밀도는 12명/km2이다. 북쪽으로는 대서양, 동쪽으로는 이스트버비스코렌타인주, 남쪽으로는 어퍼데메라라버비스주, 서쪽으로는 데메라라마하이카주와 접한다.